# Эль-Сидрон

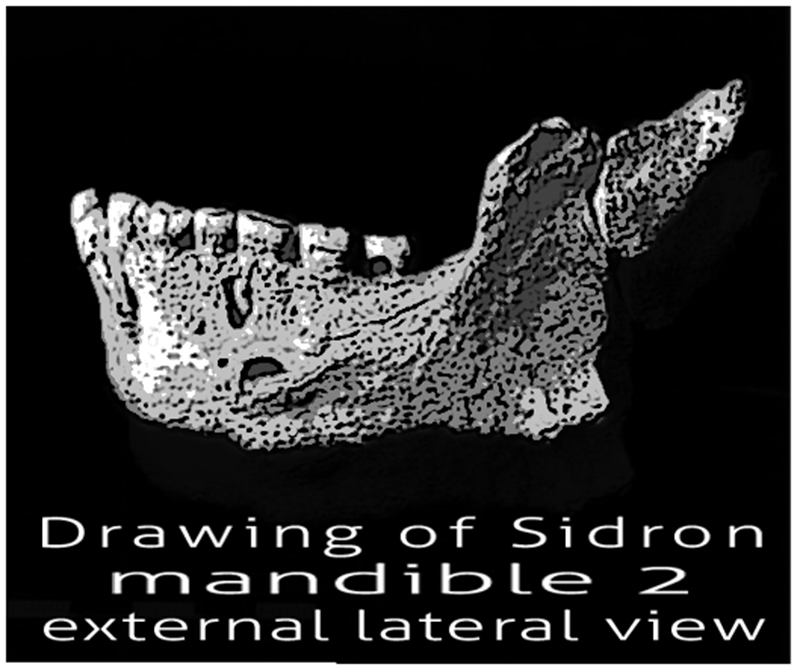
Мандибула неандертальца из Эль-Сидрона

Эль-Сидро́н (исп. Cueva de El Sidrón) — пещера в приходе Borines муниципалитета Пилонья (Астурия) в северо-западной части Испании.
Пещера достигает примерно 600 м в длину.
Известна находками изображений палеолитического наскального искусства и останков неандертальцев. Неандертальцы из пещеры Эль-Сидрон в основном питались кедровыми орехами, мхом, грибами и корой дерева.
В 1994 году спелеологами случайно были найдены останки по меньшей мере 12 неандертальцев, которые жили 49 тыс. л. н. и были съедены другими неандертальцами: трёх мужчин, трёх мальчиков-подростков, трёх женщин и трёх детей.
Высокая распространенность анатомических вариантов первого шейного позвонка, известного как атлант, указывает на низкое генетическое разнообразие как в популяции неандертальцев из Эль-Сидрона, так и в популяции неандертальцев из Крапины (Хорватия), живших 130 тыс. лет назад.
У неандертальцев из пещеры Эль-Сидрон была частично секвенирована митохондриальная ДНК. Все трое мужчин имеют один и тот же митохондриальный гаплотип, а у всех женщин гаплотипы разные — по-видимому, неандертальцы были патрилокальны — юноши, достигшие зрелости, оставались в родной семье, а девушки переходили в другие группы. У экземпляров Sidron 1253 и Sidron 1351c есть те же самые мутации в положении A-911, G-977 в экзоне 7 из гена FOXP2, известного как «языковой ген», как и у современных людей.
Останки экземпляра Sidron 1253 использовались при расшифровке генома неандертальца.
Секвенирование Y-хромосомы неандертальца из пещеры Эль-Сидрон показало, что в Y-хромосоме современного человека нет неандертальских фрагментов ДНК, в отличие от остальной части генома. Время разделения линий неандертальцев и современного человека оценили по Y-хромосоме в 588 тыс. лет назад (95% доверительный интервал: 447—806 тыс. лет назад). В Y-хромосоме неандертальца из Эль-Сидрона обнаружили три мутации, связанные с работой иммунной системы и работой вторичных комплексов гистосовместимости. Это могло приводить к развитию реакций отторжения плода, в результате чего ребёнок, зачатый женщиной-сапиенсом от мужчины-неандертальца, оказывался нежизнеспособным. Работа Карлоса Бустаманте подтверждает гипотезу о том, что в смешанных парах, состоявших из мужчины-неандертальца и женщины-сапиенса, могло рождаться потомство, не слишком способное к размножению. Исследование Y-хромосом трёх неандертальцев (El Sidrón 1253, 46—53 тыс. л. н.; Spy 94a, 38—39 тыс. л. н.; Mezmaiskaya 2, 43—45 тыс. л. н.) и двух денисовцев (Denisova 4, 55–84 тыс. л. н.; Denisova 8, 106–136 тыс. л. н.) показало, что Y-хромосомная линия поздних неандертальцев отделилась от Y-хромосомной линии современного человека около 370 тыс. лет назад.
Также неандертальская мтДНК была обнаружена в отложениях пещеры Эль-Сидрон без наличия самих останков неандертальцев.